# 白點雙線䲁
白點雙線䲁（學名：Enneapterygius leucopunctatus），為輻鰭魚綱䲁形目三鰭䲁科的其中一種，由沈世傑於1994年所描述，分布於西北太平洋區的台灣北部及日本海域，棲息深度0至12公尺，本魚體細長而側扁，16-19個有孔的側線鱗，17-19有缺刻的側線鱗，雄魚體呈淡紅褐色，雌魚呈淡黃褐色，雌魚有2褐色斜帶，一個位於胸鰭基底前方，一個位於腹鰭基底上方，身體側面有8條深色馬鞍狀斑紋和一排5-6條小的環狀白色斑紋，尾柄上有一條黑色帶，後緣為白色，背鰭硬棘16枚、背鰭軟條9-11枚、臀鰭硬棘1枚、臀鰭軟條17-19枚，體長可達3.6公分，棲息在岩岸，以藻類為食，雌魚產附著性卵在藻類築的巢，雄魚會守護卵，幼魚為浮游性，生活習性不明。

## 扩展阅读
維基物種上的相關：白點雙線䲁
1. ↑  Holleman, W.; Williams, J. . The IUCN Red List of Threatened Species. 2014, 2014: e.T189747A1935825  [20 November 2021]. doi:10.2305/IUCN.UK.2014-3.RLTS.T189747A1935825.en .
2. ↑  Eschmeyer, William N.; Fricke, Ron & van der Laan, Richard (编). . Catalog of Fishes. California Academy of Sciences.   [18 May 2019].